# Clayton J. Lloyd International Airport
Clayton J. Lloyd International Airport (Anguilla Wallblake Airport), (IATA: AXA, ICAO: TQPF) är en flygplats i Anguilla. Den ligger i den centrala delen av landet, i huvudstaden The Valley. Flygplatsen ligger 39 meter över havet. 